# Lista de comarcas de Pernambuco
Relação das Comarcas do estado de Pernambuco divididas em Primeira, Segunda e Terceira entrâncias.

## Primeira Entrância
- Comarca de Afrânio
- Comarca de Agrestina
- Comarca de Águas Belas
- Comarca de Alagoinha
- Comarca de Aliança
- Comarca de Altinho
- Comarca de Amaraji
- Comarca de Angelim
- Comarca de Barra de Guabiraba
- Comarca de Belém de Maria
- Comarca de Belém de São Francisco
- Comarca de Betânia
- Comarca de Bodocó
- Comarca de Bom Conselho
- Comarca de Bom Jardim
- Comarca de Brejão
- Comarca de Brejo da Madre de Deus
- Comarca de Buenos Aires
- Comarca de Buíque
- Comarca de Cabrobó
- Comarca de Cachoeirinha
- Comarca de Caetés
- Comarca de Calçado
- Comarca de Camocim de São Felix
- Comarca de Canhotinho
- Comarca de Catende
- Comarca de Capoeiras
- Comarca de Carnaíba
- Comarca de Chã Grande
- Comarca de Condado
- Comarca de Correntes
- Comarca de Cortês
- Comarca de Cumaru
- Comarca de Cupira
- Comarca de Custódia
- Comarca de Exu
- Comarca de Feira Nova
- Comarca de Ferreiros
- Comarca de Flores
- Comarca de Floresta
- Comarca de Gameleira
- Comarca de Gloria do goitá
- Comarca de Iaiti
- Comarca de Ibimirim
- Comarca de Ibirajuba
- Comarca de Inajá
- Comarca de Ipubi
- Comarca de Itaíba
- Comarca de Itambé
- Comarca de Itapetim
- Comarca de Ipiassuma
- Comarca de Itaquitinga
- Comarca de Jataúba
- Comarca de João Alfredo
- Comarca de Joaquim Nabuco
- Comarca de Jupi
- Comarca de Jurema
- Comarca de Lagoa de Itaenga
- Comarca de Lagoa do Ouro
- Comarca de Lagoa dos Gatos
- Comarca de Lagoa Grande
- Comarca de Lajedo
- Comarca de Macaparana
- Comarca de Maraial
- Comarca de Mirandiba
- Comarca de Moreilândia
- Comarca de Orobó
- Comarca de Orocó
- Comarca de Palmerina
- Comarca de Panelas
- Comarca de Parnamirim
- Comarca de Passira
- Comarca de Pedra
- Comarca de Petrolândia
- Comarca de Poção
- Comarca de Pombos
- Comarca de Primavera
- Comarca de Quipapá
- Comarca de Riacho das Almas
- Comarca de Rio Formoso
- Comarca de Sairé
- Comarca de Saloá
- Comarca de Sanharó
- Comarca de Santa Maria da Boa Vista
- Comarca de Santa Maria do Cambucá
- Comarca de São Bento do Una
- Comarca de São Caetano
- Comarca de São João
- Comarca de São Joaquim do Monte
- Comarca de São José da Corôa Grande
- Comarca de São José do Belmonte
- Comarca de São Vicente Ferrer
- Comarca de Serrita
- Comarca de Serinhaém
- Comarca de Tabira
- Comarca de Tacaimbó
- Comarca de Tacaratu
- Comarca de Tamandaré
- Comarca de Taquaritinga do Norte
- Comarca de Terra Nova
- Comarca de Toritama
- Comarca de Tracunhaém
- Comarca de Trindade
- Comarca de Triunfo
- Comarca de Tupanatinga
- Comarca de Tuparetama
- Comarca de Verdurosa
- Comarca de Verdejante
- Comarca de Vertentes
- Comarca de Vicência

## Segunda Entrância
- Comarca de Abreu e Lima
- Comarca de Afogados da Ingazeira
- Comarca de Água Preta
- Comarca de Araripina
- Comarca de Arcoverde
- Comarca de Barreiros
- Comarca de Belo Jardim
- Comarca de Bezerros
- Comarca de Bonito
- Comarca de Cabo de Santo Agostinho
- Comarca de Camaragibe
- Comarca de Carpina
- Comarca de Caruaru
- Comarca de Escada
- Comarca de Garanhuns
- Comarca de Goiana
- Comarca de Gravatá
- Comarca de Igarassu
- Comarca de Ipojuca
- Comarca de Itamaracá
- Comarca de Jaboatão dos Guararapes
- Comarca de Limoeiro
- Comarca de Moreno
- Comarca de Nazaré da Mata
- Comarca de Olinda
- Comarca de Ouricuri
- Comarca de Palmares
- Comarca de Paudalho
- Comarca de Paulista
- Comarca de Pesqueira
- Comarca de Petrolina
- Comarca de Ribeirão
- Comarca de Salgueiro
- Comarca de Santa Cruz do Capibaribe
- Comarca de São José do Egito
- Comarca de São Lourenço da Mata
- Comarca de Serra Talhada
- Comarca de Sertânia
- Comarca de Surubim
- Comarca de Timbaúba
- Comarca de Vitória de Santo Antão

## Terceira Entrância
- Comarca de Recife